# Intercambiador

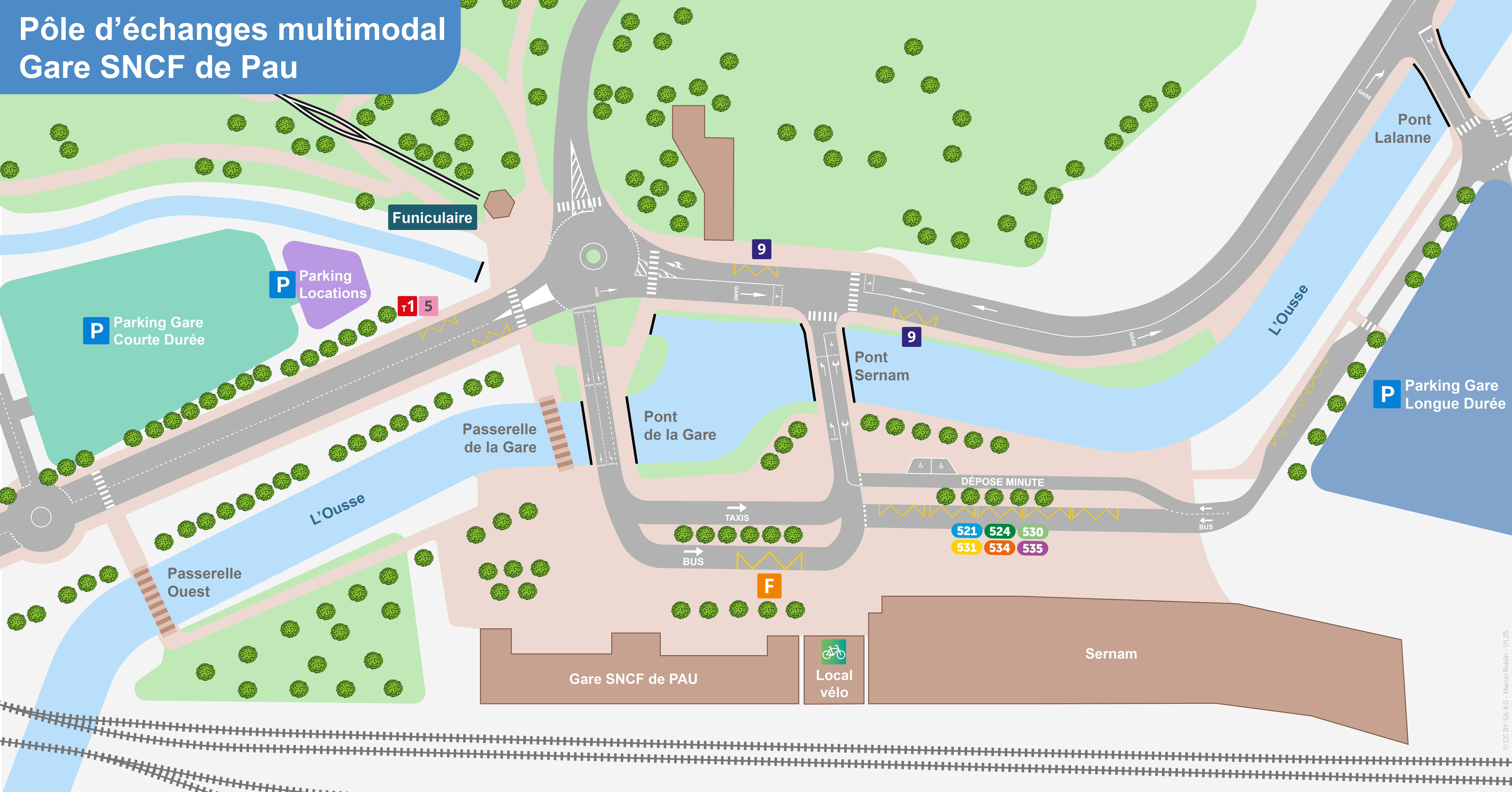
Intercambiador da Gare de Pau (Pau)

Um intercambiador é um lugar de articulação de redes destinado a facilitar a intermodalidade entre os distintos modos de transporte de passageiros. Os intercambiadores podem desempenhar, pela sua inserção urbana, o papel de interface entre a cidade e a sua rede de transporte.

## Caraterísticas
Os intercambiadores reúnem uma grande variedade de modos de transporte num mesmo lugar: marcha a pé, autocarro (ou ônibus), tranvia, metro, trem, automóvel, barco ou inclusive avião. O intercambiador tem por função principal garantir uma correspondência fluída entre os distintos modos de transporte conetados. O objetivo consiste em diminuir o tempo de correspondência no ponto de rutura da viagem e assim reduzir o tempo total do mesmo.
Este termo tem a sua origem na metrópole madrilena. O equivalente de intercambiador no estrangeiro é “Interchange station” em Inglês, “Pôle d’échanges” em França, “Poli di interscambio” em Itália e “shunyu” na China.

## Exemplos de intercambiadores

### Espanha
- Barcelona
  - Provença/Diagonal (Barcelona)
  - Praça da Catalunha (Barcelona)
  - La Sagrera (Barcelona)
- Madrid
  - Avenida de América
  - Méndez Álvaro
  - Moncloa
  - Plaza de Castilla
  - Praça Elíptica
  - Príncipe Pío
- Bilbau
  - Estação de San Mamés

### Portugal
- Lisboa
  - Cais do Sodré
  - Oriente
  - Rossio/Restauradores
  - Santa Apolónia
  - Sete Rios
- Porto
  - Campanhã

### Outros
- King's Cross St. Pancras (Londres)
- Berlim Hauptbahnhof (Berlim)
- Estação de caminho de ferro de Shangai (China)
- Estação Central de Milão (Itália)